# Shoshenq IV
Hedjkheperre Setepenre Shoshenq IV là một pharaon cai trị khá mờ nhạt thuộc Vương triều thứ 22 trong lịch sử Ai Cập cổ đại. Ông được cho là người kế vị trực tiếp của vua Shoshenq III. Thân thế của ông tới nay vẫn chưa thể xác định được.

## Danh tính
Năm 1986, David Rohl đề xuất rằng có hai vị vua Shoshenq cùng mang cái tên Hedjkheperre, đó là Hedjkheperre Shoshenq I, người sáng lập vương triều này và một pharaon nào đó cai trị từ nửa sau của vương triều, được Rohl gọi là Hedjkheperre Shoshenq (b) do thứ tự của vị vua này không rõ ràng. Dựa vào đề xuất của Rohl, trước đây đã được Pieter Gert van der Veen đề cập vào năm 1984, Aidan Dodson đồng ý với sự có mặt của vị vua mới bởi vì ký tự tượng hình trong tên riêng của Shoshenq I đơn giản hơn nhiều so với vị vua Shoshenq sau này.
Trong bảng niên đại các vua thời Chuyển tiếp thứ 3 của mình, Kenneth Kitchen đã đánh số IV cho một vị vua Shoshenq mang tên ngai là Usermaatre, sau đó đã loại ông này ra khỏi Vương triều thứ 22 và đã thay thế bằng Shoshenq (b) của David Rohl, còn vị vua kia thì được đánh số là Shoshenq VI. Dodson cũng đã cho xuất bản một ấn phẩm mới với nhan đề "A New King Shoshenq Confirmed ?" vào năm 1993 để nhắc đến sự xuất hiện của vị vua mới này.
Kết hợp các lập luận của Rohl và Dodson, các nhà Ai Cập học ngày nay đều chấp nhận rằng Shoshenq (b) là Hedjkheperre Shoshenq IV, bao gồm cả Jurgen von Beckerath và Kenneth Kitchen.
Như đã nói trên, tên riêng của Shoshenq IV rất dài và mang thêm 2 tính ngữ: sibast (con trai của Bast) và netjerheqaon (người cai trị Heliopolis). Dodson nhận thấy rằng, biểu tượng sibast xuất hiện khá hiếm dưới triều vua Osorkon II, trong khi netjerheqawaset (người cai trị Thebes) và netjerheqaon lại được chứng thực ở các triều vua Shoshenq III, Pami và Shoshenq V. Điều này cho thấy rằng, Shoshenq IV là một vị vua thời kỳ hậu Tanis cai trị sau Shoshenq III.
Rohl đã chỉ ra khung tên của Shoshenq IV trên một tấm bia đá (thuộc Bảo tàng Ermitazh, số hiệu 5630) đánh dấu năm thứ 10 của nhà vua vào năm 1989. Tấm bia này nhắc đến một đại thủ lĩnh của Libu (tộc người Libya cổ đại), Niumateped, người cũng được nhắc đến trong năm thứ 8 của Shoshenq V. Vì danh hiệu "Đại thủ lĩnh Libu" chỉ được ghi chép từ năm thứ 31 của Shoshenq III trở đi, cộng thêm cái tên khá dài của Shoshenq IV trên đó, nên ông phải cai trị sau Shoshenq III, theo Dodson.

## Chôn cất

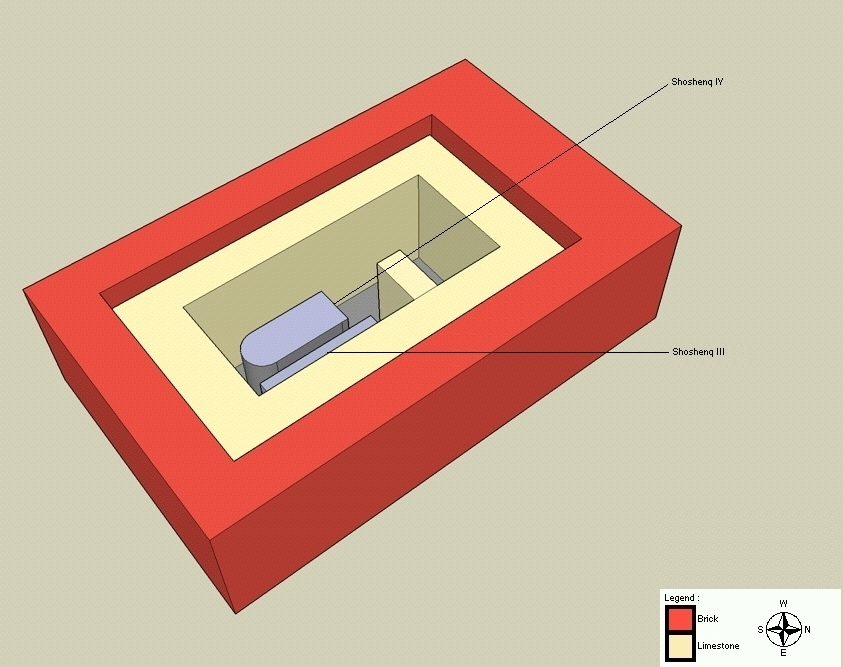
Ngôi mộ NRT V

Ngôi mộ NRT V của Shoshenq III đã bị trộm sạch hoàn toàn, chỉ còn sót lại 2 cỗ quan tài đá của ông và một vị vua vô danh. Tuy nhiên, vẫn có thể biết được cỗ quan tài không tên này được nhập táng sau đó, dựa vào vị trí đặt để của nó.
Những mảnh vỡ từ bình canopic còn lại trên nền đất có mang khung tên của một vị vua tên Hedjkheperre Shoshenq (không phải của Shoshenq III). Rohl cho hay, ở Bảo tàng Staatliche (Berlin, Đức) có một cái rương đựng bình canopic của vua Shoshenq I, và những cái bình tại NRT V được cho là quá lớn để vừa cái rương này. Rohl đã dựa vào điểm này để đưa ra giả thuyết "có 2 vị vua Hedjkheperre Shoshenq" của ông.
Tính ngữ netjerheqaon trên những mảnh vỡ này không bao giờ được các vị vua trước Shoshenq III sử dụng, và rõ ràng Shoshenq IV là người được chôn trong này và đã kế vị ngay sau khi Shoshenq III băng hà.